# Perdita amicula
Perdita amicula är en biart som beskrevs av Timberlake 1964. Perdita amicula ingår i släktet Perdita och familjen grävbin. Inga underarter finns listade i Catalogue of Life.